# Hamaoka Kazuhisa
Kazuhisa Hamaoka (sinh ngày 28 tháng 2 năm 1981) là một cầu thủ bóng đá người Nhật Bản.

## Sự nghiệp câu lạc bộ
Kazuhisa Hamaoka đã từng chơi cho Oita Trinita, Ehime FC, Sagawa Printing, Banditonce Kakogawa, Tochigi Uva FC, Nara Club và MIO Biwako Shiga.